# Hold Your Fire
Hold Your Fire ist das 12. Musikalbum der kanadischen Rockband Rush. Es wurde im September 1987 beim Musiklabel Mercury Records veröffentlicht.
Für viele Fans der Gruppe markiert Hold Your Fire den beginnenden Abstieg der Band. Unter dem Produzenten Peter Collins hat sich Rush aus Kritiker-Sicht zunehmend von seinen Progressive-Wurzeln verabschiedet und die Arrangements am musikalischen Mainstream orientiert. Den Bandmitgliedern Geddy Lee und Alex Lifeson, die wie üblich die Musik geschrieben haben, wird vorgeworfen, ideenarmen Monumentalrock fabriziert zu haben – als Beleg dafür werden vor allem Titel wie das pathetische Second Nature und die beschauliche China-Idylle Tai Shan herangezogen.
Andere Beobachter sehen auch in Hold Your Fire noch die musikalische Komplexität, für die Rush von seinen Anhängern bewundert wird. Auch die inhaltliche Tiefe der Texte, die von Drummer Neil Peart stammen, wird von vielen Fans anerkannt. Sie loben dabei vor allem Songs wie das rockige Prime Mover oder High Water.
Etliche der Songs aus Hold Your Fire finden sich auch auf dem anschließend veröffentlichten Live-Album A Show of Hands.

## Titelliste
1. Force Ten – 4:28
2. Time Stand Still – 5:07
3. Open Secrets – 5:37
4. Second Nature – 4:35
5. Prime Mover – 5:19
6. Lock and Key – 5:08
7. Mission – 4:53
8. Turn the Page – 4:53
9. Tai Shan – 4:14
10. High Water – 5:32

## Besetzung
- Geddy Lee – Bass, Keyboards, Gesang
- Alex Lifeson – Gitarren
- Neil Peart – Schlagzeug, Percussion

- Aimee Mann – Hintergrundstimme bei „Time Stand Still“